# Samuel Pufendorf
Samuel Freiherr von Pufendorf (Chemnitz, Sajonia, 8 de enero de 1632-Berlín, 26 de octubre de 1694) fue un jurista, filósofo político, economista e historiador alemán. Fue considerado Barón unos meses antes de su muerte a los 62 años. Entre sus logros académicos, destacan sus comentarios y revisiones a las teorías del derecho natural de Thomas Hobbes y del jurista holandés Hugo Grocio.

## Biografía
Hijo de Elías Pufendorf, un pastor protestante (luterano). Estudió Teología en la Universidad de Leipzig (1654), pero la rigurosa enseñanza estrecha y dogmática le pareció repugnante a Pufendorf, quien pronto abandonó la carrera para estudiar Derecho. Una vez culminado sus estudios jurídicos en Leipzig, se traslada a Jena (1657) a estudiar Filosofía y Matemática, donde conoció y entabló una gran amistad con Erhard Weigel, gran matemático, astrónomo y filósofo, quien influyó mucho en Pufendorf para desarrollar un espíritu y carácter críticos hacia el estudio. Fue Weigel quien despertó el interés en Pufendorf para leer a Descartes, Hobbes y Grocio. Dejando Jena, Pufendorf comenzó a trabajar en la embajada de Suecia en Copenhague (1658/1659) con uno de los ministros del rey Carlos X Gustavo. Fue en este período donde surgieron algunos problemas entre el rey Carlos X Gustavo y las negociaciones con algunos ministros daneses, los cuales despertaron la ira en ellos y la hostilidad hizo que arrestaran a los enviados y al personal del soberano sueco, encontrándose Pufendorf entre ellos, quien también fue arrestado y puesto en prisión por ocho meses. Durante este tiempo de cautiverio, Pufendorf se puso a meditar y reflexionar sobre todo lo que había leído en las obras de Hobbes y Grocio, construyendo mentalmente un esquema y sistema de derecho universal. Una vez terminado su cautiverio, se fue a La Haya (1660), y luego pasó a la Universidad de Leiden, donde publicaría su primera obra Elementa iurisprudentiae universales, fruto de sus reflexiones jurídicas, dedicado a Charles Louis, quien creó una nueva cátedra en la Universidad de Heidelberg de Derecho natural y de gentes. Esta cátedra fue la primera de su tipo en el mundo. En 1665 se casa con  Katharina Elisabeth von Palthen, quien era viuda de uno de sus amigos. Continuó su enseñanza, desde 1670, en la Universidad de Lund (Suecia). Desde 1673 se dedicó exclusivamente a la investigación y a la política, como historiador y consejero de Estado, primero en Suecia y después en Alemania, al servicio del elector de Brandeburgo, desde 1686. Fue en 1694 donde volvió a Suecia, a recibir el título nobiliario de barón.
Pufendorf tiene más importancia en la historia del pensamiento occidental como jurisconsulto que como historiador. Su nombre está unido a la iniciación del proceso antiteológico de la jurisprudencia occidental, por haber consumado el divorcio entre el derecho y la moral, asignando a aquel el fuero externo y a ésta el interno.

## De iure naturae et gentium (libri octo)
En el año de 1672 apareció el De iure naturae et gentium (libri octo). Esta obra tomó en gran medida las teorías de Grocio y muchas ideas de la doctrina de Hobbes, sumando a ellas, sus propias ideas para elaborar su esquema sobre el derecho de gentes (o de las naciones). El primer punto importante a reconocer en su obra, es que Pufendorf explica que la ley natural no se extiende más allá de los límites de esta vida y que solamente se limita a regular los actos externos. Cuestionó la tesis hobbesiana, y a diferencia del filósofo inglés, Pufendorf sostiene que el estado de naturaleza, no es un estado de guerra o conflicto, sino de paz. Pero esta paz es débil e insegura, y si no hay algún factor o elemento que venga en su ayuda, se puede hacer muy poco para la preservación de la humanidad. En cuanto al derecho público, el cual reconoce al estado (civitas) como una persona moral (persona moralis), sostiene que la voluntad del Estado, no es más que la suma de voluntades individuales que la constituyen y que esta asociación, vendría a ser 'el Estado', siendo esta la razón por la cual el Estado tiene la necesidad de someter al hombre a una disciplina indispensable para su seguridad. Este 'sometimiento' en sentido de obediencia y respeto mutuo, ya que para Pufendorf la ley fundamental de la razón, es la existencia de una vida pacífica entre los hombres, y que dicha ley es la base del Derecho Natural. En cuanto al derecho internacional, Pufendorf defiende con fuerza la idea en que este derecho, no debe limitarse o restringirse solo a las naciones cristianas, sino que debe crear un vínculo común entre todos los pueblos, ya que todas las naciones forman parte de la humanidad. En este sentido diría Pufendorf:

He aquí pues la ley fundamental del Derecho natural: cada cual debe tener sentimientos de sociabilidad, esto es, ser llevado a conservar, tanto como dependa de su persona, una sociedad apacible con todos los demás, de acuerdo con la constitución y, en definitiva, con todo el género humano sin excepción.

Tal y como se ha dicho con relación a su iuspositivismo laicista:

Pufendorf viene a considerar al Derecho natural como una mera recopilación de normas o razonamientos que sirvan para lograr una coexistencia lo más tranquila posible en este mundo y, por tanto, sin tener en cuenta la salvación del alma (en el otro mundo) o cuestiones por el estilo.

## Influencia y legado posterior
Debido a su pensamiento filosófico, político y jurídico dejado en sus obras, Pufendorf llegó a trascender notablemente en filósofos como John Locke, Jean-Jacques Rousseau y Denis Diderot, quienes recomendaron la inclusión de las ideas de Pufendorf en los proyectos de ley. Influyó en juristas como Sir William Blackstone y Barón de Montesquieu. Siguiendo esta línea, Pufendorf no era un desconocido para los escritores políticos norteamericanos como Alexander Hamilton, James Madison y Thomas Jefferson. Precisamente los escritos del jurista alemán con respecto a la política, forman parte del bagaje cultural de la revolución americana. Por otra parte, Pufendorf es visto como uno de los máximos precursores de la ilustración en Alemania. En cuanto a la religión, Pufendorf estuvo involucrado en problemas y constantes peleas en los círculos clericales. Con frecuencia tuvo que defenderse de ser acusado como ateo o hereje, debido a que era un gran lector y estudioso de los clásicos grecorromanos, haciendo prevalecer muchas veces sus nociones humanistas sobre el cristianismo. Tuvo una disputa con el filósofo G.W. Leibniz, quien lo despreció, diciendo "Vir parum jurisconsultus, minime philosophus" (Un hombre que es poco jurista y nada filósofo).

## Obras

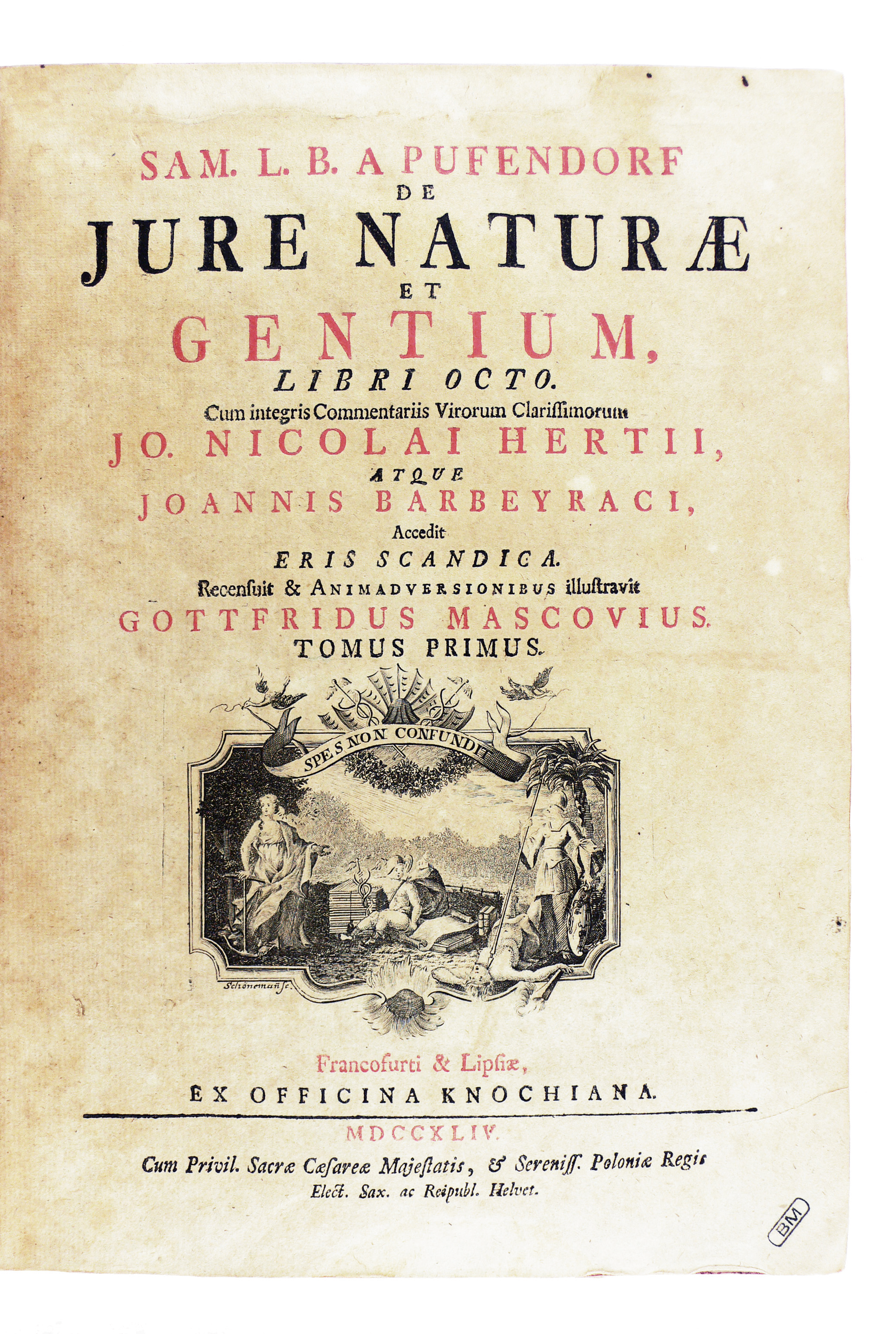
De jure naturae et gentium, 1744).

- Elementa iurisprudentiae universales libri duo (1660)
- De obligatione Patriam (1663)
- De rebus gestis Philippi Augustae (1663)
- De statu imperii germanice, publicada bajo seudónimo de Severino de Mozambano (1667)
- De iure naturae et gentium, primer libro que lleva el título de derecho natural, escrito y publicado en Lund (1672) a sugerencia del obispo de Boineburgo
- De officio hominis et civis iuxta legem naturalem (1673)
- Dissertationes academicae selectiores (1675)
- Historische und politische Beschreibung der geistlichen Monarchie des Papstes (1679)
- Einleitung zur Geschichte der vornehmsten Staaten Europas (1682)
- Georgii Castriotae Scanderbergi historia (1684)
- Commentaria de rebus suecicis (1685)
- De habitu religionis christianae ad vitam civilem (1687)
- De rebus gestis Friderici Wilhelmi Magni, electoras brandeburgici, y Ius feciale divinum (1695)
- De rebus a Carolo Gustavo Sueciae rege (1696)
- De rebus gestis Frederici III electores, postea regis (1784)
- De foederibus inter Sueciam et Galliam (1786)